# Oliviero Edelli
Oliviero Edelli (Lodi, 26 gennaio 1913 – ...) è stato un calciatore italiano, di ruolo difensore.

## Carriera
Debutta in Prima Divisione nel 1932-1933 con il Fanfulla, squadra con cui nella stagione 1937-1938 conquista la promozione in Serie B.
Disputa quindi la sua prima stagione tra i cadetti nel 1938-1939 e fino al 1943, anno del suo ultimo campionato con i lodigiani, gioca complessivamente 102 gare in Serie B.

## Palmarès

### Club

#### Competizioni nazionali
- Serie C: 1

Fanfulla: 1937-1938